# Горовані
Горовані (груз. გოროვანი) — село в Грузії.
За даними перепису населення 2014 року в селі проживає 457 осіб.